# بی‌دی+۶۰ ۲۵۲۲

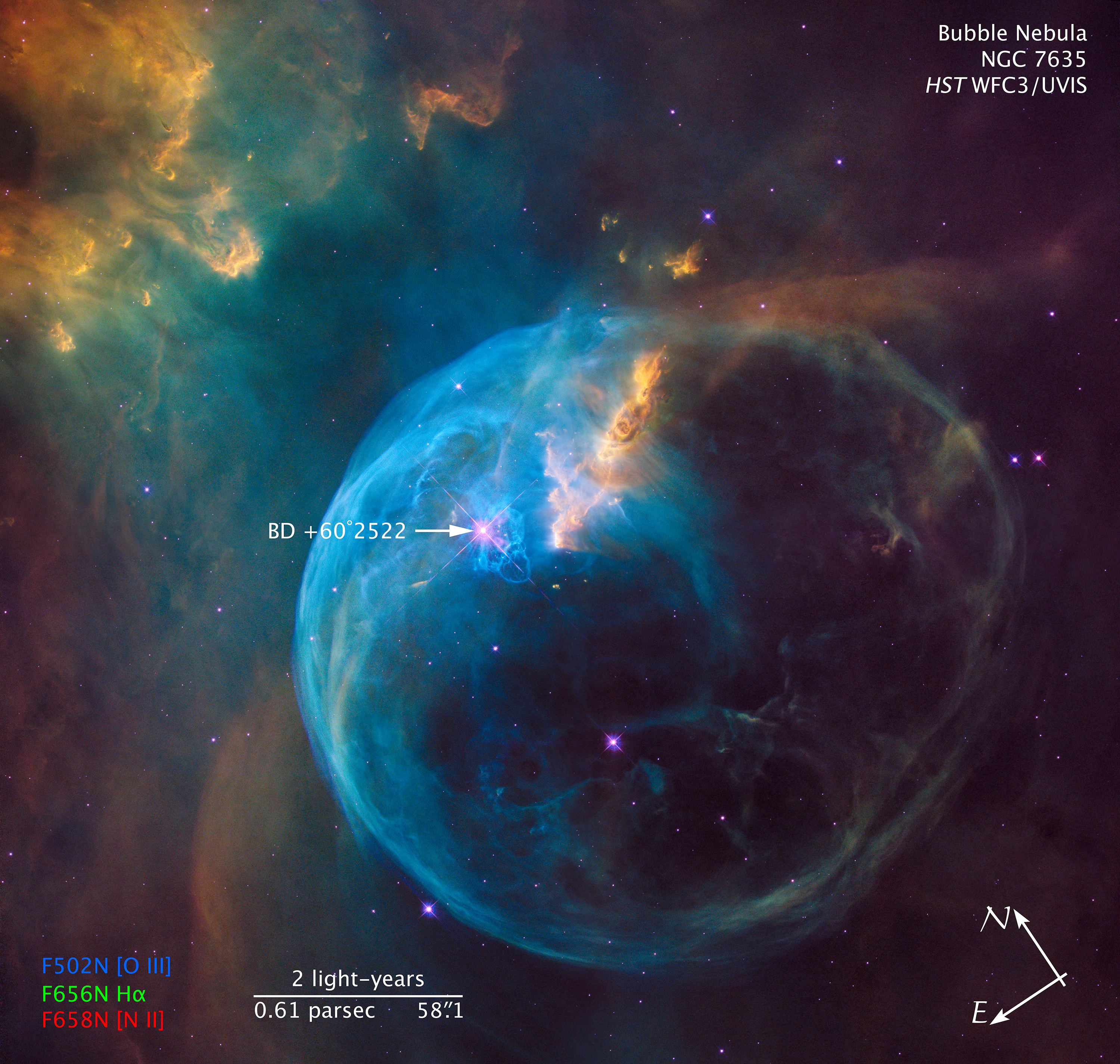
نمایی از موقعیت ستارهٔ «بی‌دی+۶۰ ۲۵۲۲»

بی‌دی+۶۰ ۲۵۲۲ یک ستاره است که در صورت فلکی ذات‌الکرسی قرار دارد.